# Fairytale (Eneda Tarifa)
Fairytale è un singolo della cantante albanese Eneda Tarifa, pubblicato il 30 marzo 2016 su etichetta discografica Universal Music Denmark. Il brano, originariamente cantato in lingua albanese e intitolato Përrallë (Fiaba), è stato scritto e composto da Olsa Toqi.
Il 27 dicembre 2015 Eneda Tarifa ha vinto, cantando Përrallë, la 54ª edizione del Festivali i Këngës, festival albanese che annualmente funge da metodo di selezione nazionale albanese per l'Eurovision Song Contest 2016 di Stoccolma, Svezia.
La canzone è stata successivamente tradotta in inglese per l'Eurovision, dove Eneda si è esibita per 17ª nella seconda semifinale, classificandosi 16ª con 45 punti e non avanzando verso la finale.

## Tracce
Download digitale
1. Fairytale – 3:00